# Palacete Rosa
Palacete Rosa es una mansión histórica en el Centro Histórico de la ciudad de São Paulo (Brasil). Perteneció a la familia Jafet y está ubicada en el n.º 801 de la calle Bom Pastor 801, en el barrio de Ipiranga. Fue catalogada como propiedad patrimonial en 1991. 

## Historia

### Residencia de la familia Jafet
El palacio fue construido en 1927 para servir de residencia al matrimonio David Jafet y Munira Jafet, fallecidos en 1951 y 1978 respectivamente. Luego fue heredada por su hijo, Ibrahim Jafet, quien vivió allí con su esposa Doris Edwina Yazbek Dumani Jafet, su madre Munira y sus dos hijos, Christian y Luciano, hasta abril de 1963, cuando la propiedad fue vendida al Instituto Santa olga.

### Instituto Santa Olga
El Instituto Santa Olga era un internado vinculado a la Companhia de Santa Úrsula (u Orden de las Hermanas Ursulinas de la Unión Romana), que estaba destinado exclusivamente a niñas. La casa incluso albergaba a hijas de inmigrantes rusos refugiados de la Segunda Guerra Mundial. Todavía quedan restos del instituto en la construcción, ya que el sótano de la residencia fue renovado en ese momento para servir como dormitorio para las Hermanas Ursulinas, mientras que los estudiantes ocuparon las habitaciones del segundo piso.
Las actividades terminaron a fines de la década de 1990.

### Residencia de Luiz Antonio Gasparetto
A principios de la década de 2000, el médium y psicólogo Luiz Antonio Gasparetto adquirió la mansión para que fuera su residencia. Posteriormente, la propiedad fue restaurada según el proyecto original y sufrió algunas intervenciones para adaptarla a la forma de vida moderna, respetando el estado patrimonial del edificio. El trabajo de restauración estuvo a cargo de la arquitecta Josanda Ferreira y se completó en 2009, cuando Gasparetto residió allí de forma permanente hasta su muerte el 3 de mayo de 2018.

### Subasta del Palacete Rosa
Desde la muerte de Gasparetto la mansión está siendo preservada por sus herederos, quienes decidieron llevar la propiedad a subasta en 2021 a través del subastador "Alfa Leilões", con apertura iniciada en junio y cierre el 26 de abril de 2021, la subasta tiene una oferta inicial de 5 millones de reales.

## Arquitectura
La mansión fue construida en un estilo ecléctico predominantemente morisco, tanto en el exterior como en el interior. Fue construido sobre una superficie de 1200 m². Su exterior presenta ornamentos moriscos como un alminar, columnas, relieves y arcos árabes, mientras que en el interior reproduce fielmente una mezquita de Oriente Medio, con frescos, orfebrería, tracerías que revisten las paredes y un lucernario con vidrieras de colores. También conserva un ascensor instalado por la familia Jafet en la década de 1920.
El suelo es de granito con incrustaciones de nácar y la escalera es de mármol blanco. En el pasillo de arriba, hay una gran pintura en la pared que ilustra una escena de una ciudad del Medio Oriente. Aunque no hay referencia escrita, se afirma que es Bagdad.